# Enrique Fibla Gutiérrez
Enrique Fibla Gutiérrez (València, 1987) es un investigador i creador de cultura visual valencià, establert a Barcelona.
Investigador especialitzat en la intersecció entre cultura visual, arxiu i memòria històrica, es doctorà en Filosofia de la Imatge per la Concòrdia University de Mont-real, amb una tesi sobre cinema no comercial i política institucional durant la Segona República Espanyola (1931-1936). Entre el 2011 i 2013 cursà un Màster en Estudis Cinematogràfics per la Universitat Estatal de San Francisco (SFSU). Allà va treballar en un projecte d'investigació i impartí classes d'Análisis Cultural. Va treballar a la productora 'Curt Ficcions' i a la 'San Francisco Film Society', desenvolupant tasques de producció i programació, així com de crític cinematogràfic per a revistes digitals com FronteraD, Transit o Filmin. L'interès per investigar la preponderància de la imatge a la societat contemporània el portà a cofundar 'Archive Lab' el 2013, un laboratori en relació amb el concepte de l'arxiu digital, la imaginació i la memòria audiovisual. D'aquestes reflexions sorgí el projecte d'un film-assaig sobre la figura de Buffalo Bill i els inicis del cinema com a aparell ideològic.
Fibla ha publicat en revistes internacionals com el Journal of Spanish Cultural Studies, Film History o Screen, i és coeditor del llibre Global Perspectives on Amateur Film Histories and Cultures (Indiana University Press, 2021). Ha dirigit el projecte de recerca i exhibició “Fora de Casa! el cinema amateur més enllà de l'espai domèstic” a la Filmoteca de Catalunya i codirigeix el projecte “Amateur Movie Database: investigació sobre cinema amateur basc” i el projecte de recerca “Artesanos del cine” a l'Elías Querejeta Zine Eskola de Sant Sebastià del 2018 al 2021. Va ser responsable de coordinació de debats al Centre de Cultura Contemporània de Barcelona (CCCB) des del departament de documentació i debat i actualment és professor al Departament de Comunicació Audiovisual de la Universitat Autònoma de Barcelona El 2024 va impulsar com a comissari, en col·laboració amb Ignasi Renau, l'exposició Fora de casa. Cinema amateur a Catalunya 1924-1940 que la Filmoteca catalana dedicà al cinema amateur amb motiu del centenari d'aquesta pràctica a Catalunya.
Un dels darrers treballs de d'Enrique Fibla és el llibre d'assaig "Els anys impossibles. Memòria inacabada de Juan Piqueras", publicat l'any 2022. Es tracta d'un estudi biogràfic coeditat en versió castellana i valenciana per l'Institut Valencià de Cultura i Barlin Llibres, que s'endinsa en la biografia del requenenc Juan Piqueras, figura clau en el desenvolupament de la cultura cinematogràfica d'avantguarda a l'Espanya dels anys 20 i 30. Amb Els anys impossibles, el seu autor busca obrir un nou capítol en la recuperació de la memòria històrica, en rescatar la vida d'una de les baules perdudes de la cultura del nostre país, esborrada per la Dictadura franquista com tantes altres. Es tracta d'un llibre híbrid, a cavall entre la biografia i l'assaig, narrat en part per Ketty González, la que fos dona de Piqueras, a qui van deixar vídua i sense possibilitat de trobar el seu cos, que encara avui segueix en parador desconegut.